# Krotona

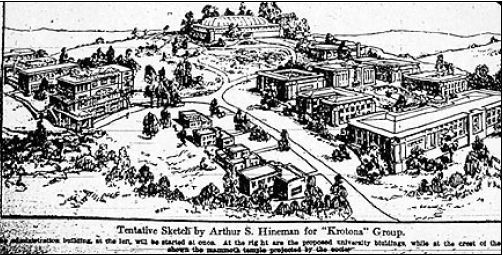
Dessin architectural de Krotona paru dans le Los Angeles Times le 29 septembre 1912

Krotona a été une des trois plus grandes colonies théosophiques des États-Unis.

## Histoire
Fondée par Marie Russak en 1912 à Hollywood, la colonie de Krotona est transférée en 1926 à Ojai en Californie où elle existe toujours sous le nom de Krotona Institute of Theosophy.

## Description
L'Institut Krotona organise régulièrement des cours et des ateliers sur la théosophie, possède une vaste bibliothèque sur l'occultisme et dispose d'une petite librairie.